# Aristolochia williamsii
Aristolochia williamsii är en piprankeväxtart som beskrevs av Henry Hurd Rusby. Aristolochia williamsii ingår i släktet piprankor, och familjen piprankeväxter. Inga underarter finns listade i Catalogue of Life.